# Národní muzeum moderního umění Kjóto
Národní muzeum moderního umění Kjóto (japonsky 京都国立近代美術館) je galerie v japonském Kjótu, která byla založena v roce 1967. Zkratka názvu je MoMAK (z anglického názvu National Museum of Modern Art Kyoto).
Předchůdce dnešní galerie vznikl v roce 1953 jako pobočka Národní galerie moderního umění v Tokiu. V roce 1967 došlo k osamostatnění pod současným názvem. Stará budova byla v roce 1984 zbořena a v roce 1986 nahrazena novou.
MoMAK shromažďuje a vystavuje díla 20. století. Těžištěm je japonské umění, sbírky však obsahují i zahraniční díla z tohoto období. Jedním ze zaměření je umělecké ztvárnění Kjóta a jeho okolí. Na dočasných výstavách muzeum představuje díla moderního umění z Japonska i ze zahraničí.

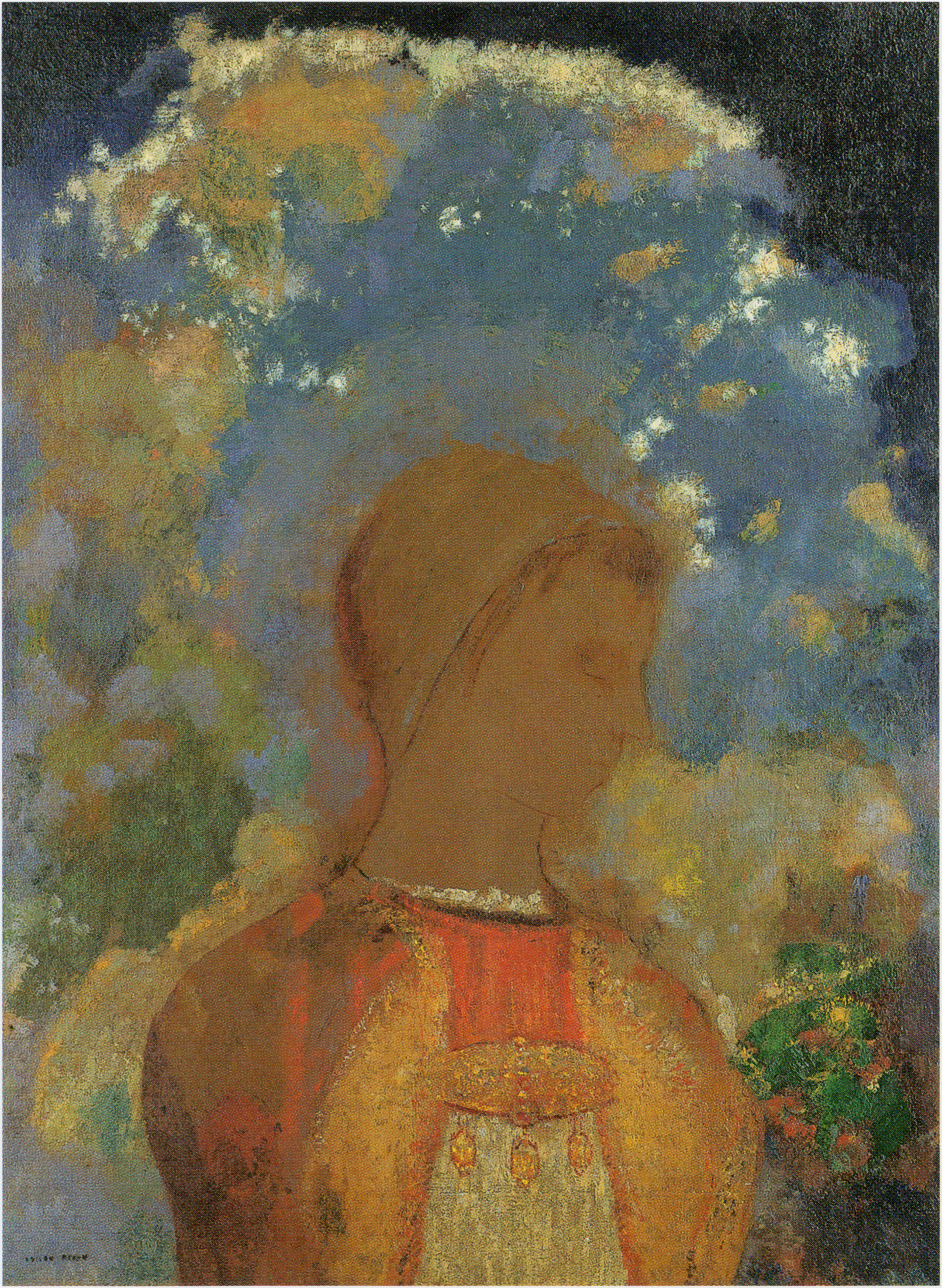
Odilon Redon: Mladý Buddha, 1905
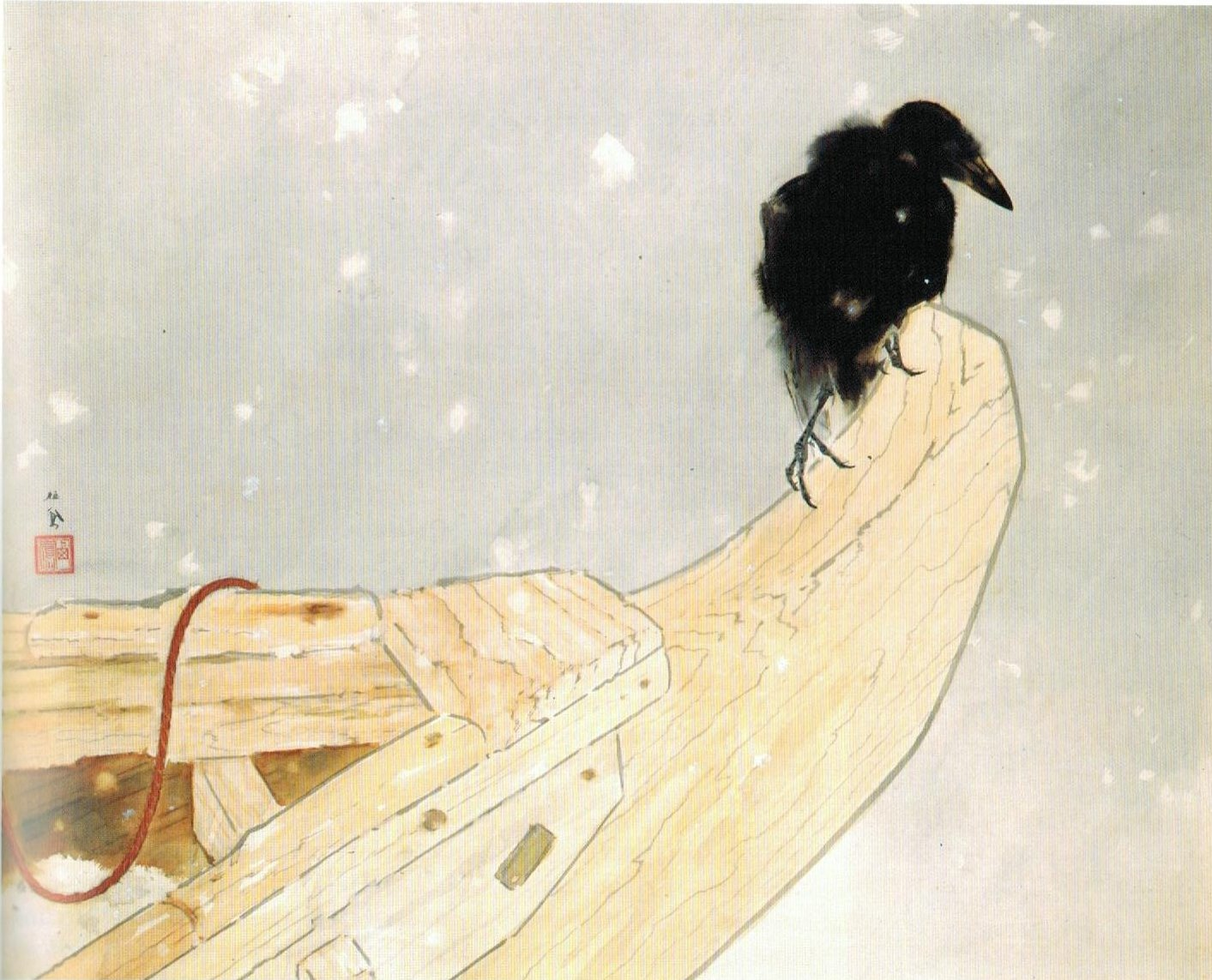
Takeuči Seihó: Jarní sníh, 1942
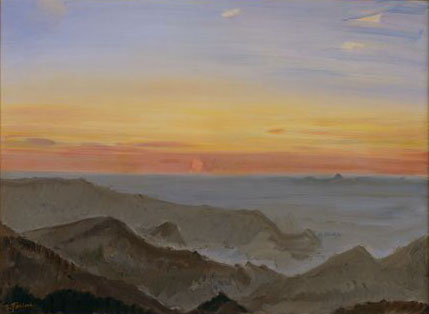
Takedži Fudžišima: Svítání na vrcholu hory
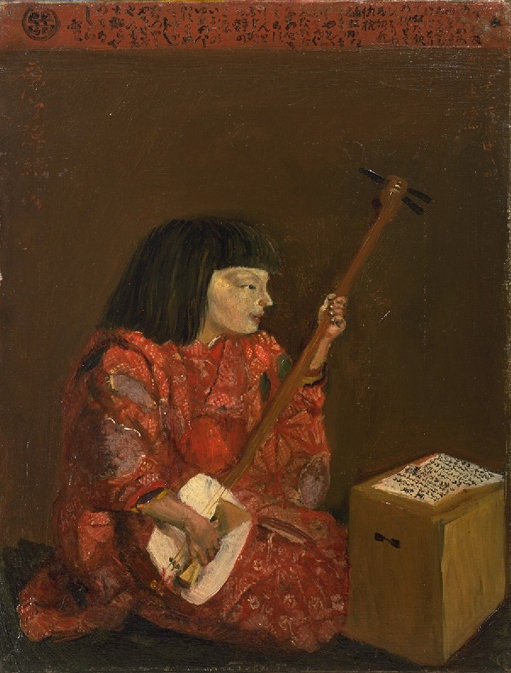
Rjúsei Kišida: Reiko hrající na šamisen
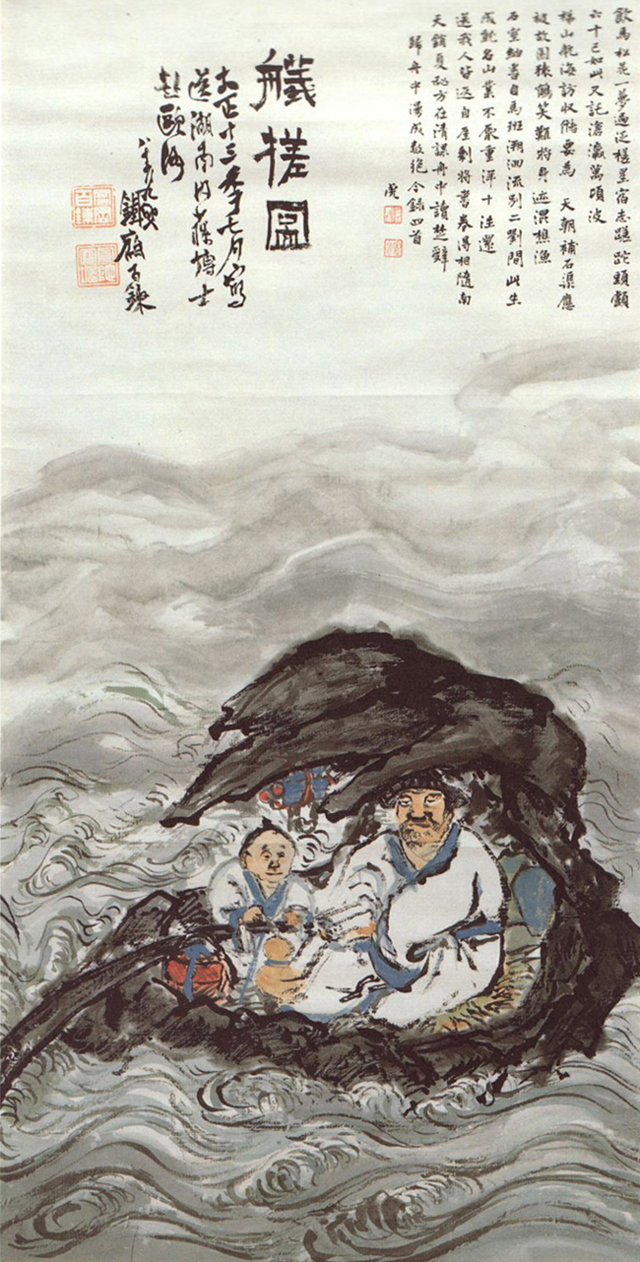
Tomioka Tessai: Nalodění na vor